# Linda – som i Lindamordet
Linda - som i Lindamordet är en kriminalroman från 2005 av Leif GW Persson.

## Handling
Romanen handlar om mordet på en kvinna i Växjö, Linda Wallin, och den efterföljande utredningen. I handlingen återkommer några karaktärer ur tidigare romaner av Persson: kriminalkommissarie Evert Bäckström beskrivs i boken med orden "Bäckström var liten, fet och primitiv men vid behov kunde han vara både listig och långsint" och beskrivs som en polis som tagit sig an utredningen för att kunna leva gott på skattebetalarnas pengar. Andra bekanta karaktärer är kriminalpoliserna Anna Holt och Lisa Mattei samt chefen för Rikspolisstyrelsen Lars Martin Johansson. Intrigen ger Persson tillfälle att rikta kritik mot medias rapportering av kriminalfall som beskrivs som notoriskt lögnaktig samt polisens Nationella insatsstyrkan.
Vid publiceringen skrev Mikael Hermansson i Borås Tidning: "Det märkliga med Linda - som i Lindamordet är inte att det polisiära arbetet tecknas inifrån med stor säkerhet och på ett övertygande sätt. Det stora är språket, som utan att krumbukta sig är på samma gång exakt och mycket vackert." I Svenska Dagbladet ansåg Magnus Persson att: "Perssons nya roman är alltså en riktig fröjd att läsa. Dialogen är som vanligt knivskarp, språket kokar av berättarglädje och intrigen är det heller inget större fel på. "
Föräldrarna till en 18-årig kvinna som mördades i Örebro 1998 har hävdat att Persson har tagit intrigen från den polisutredningen. Persson har förnekat detta. Persson blev också anklagad för att ha använt sekretessbelagda uppgifter från utredningen, något han förnekade men polisanmälde för att få utrett. Justitiekanslern lade ner anmälan om tryckfrihetsbrott.

## Karaktärer (i urval)
- Lars Martin Johansson
- Anna Holt
- Evert Bäckström
- Lisa Mattei

## Fotnoter
1. ↑  Carl Erland Andersson (23 september 2005). ”Förödande porträtt av en mansgris”. Göteborgs-Posten. https://www.gp.se/kultur/kultur/f%C3%B6r%C3%B6dande-portr%C3%A4tt-av-en-mansgris-1.1192066. Läst 31 juli 2012.
2. ↑  Mikael Hermansson. "Stor författare ger stor läsning", Borås Tidning 14 september 2005
3. ↑  Magnus Persson (14 september 2005). ”I njutbart sällskap med Perssons odräglige snut”. Svenska Dagbladet. http://www.svd.se/kultur/litteratur/i-njutbart-sallskap-medperssons-odraglige-snut_31526.svd. Läst 31 juli 2012.
4. ↑  Mira Micic (2 november 2006). ”Mordet: en bästsäljare”. Aftonbladet. http://www.aftonbladet.se/nyheter/article10986876.ab. Läst 31 juli 2012.
5. ↑  ”Professorn slipper polisen”. Aftonbladet:  s. 9. 2 november 2006. http://www.aftonbladet.se/nyheter/article10997145.ab. Läst 31 juli 2012.